# Reeco Hackett-Fairchild
Reeco Lee Hackett-Fairchild (ur. 14 lipca 1998 w Londynie) – piłkarz z Saint Lucia angielskiego pochodzenia grający na pozycji napastnika w klubie Lincoln City F.C.

## Kariera reprezentacyjna
| Mecze i gole w reprezentacji | Mecze i gole w reprezentacji | Mecze i gole w reprezentacji | Mecze i gole w reprezentacji | Mecze i gole w reprezentacji | Mecze i gole w reprezentacji | Mecze i gole w reprezentacji | Mecze i gole w reprezentacji            |
| Saint Lucia                  | Saint Lucia                  | Saint Lucia                  | Saint Lucia                  | Saint Lucia                  | Saint Lucia                  | Saint Lucia                  | Saint Lucia                             |
| Lp.                          | Data                         | Miejsce                      | Gospodarz                    | Gość                         | Wynik                        | Gol                          | Rozgrywki                               |
| ---------------------------- | ---------------------------- | ---------------------------- | ---------------------------- | ---------------------------- | ---------------------------- | ---------------------------- | --------------------------------------- |
| 1.                           | 17.06.2023                   | Fort Lauderdale              | Martynika                    | Saint Lucia                  | 3:1                          | Gol                          | Złoty Puchar CONCACAF 2023 – eliminacje |
| 2.                           | 08.09.2023                   | Willemstad                   | Sint Maarten                 | Saint Lucia                  | 1:5                          | Gol                          | Liga Narodów CONCACAF 2023/2024         |